# Palais ARA
Pour les articles homonymes, voir ARA.
Le palais ARA, anciennement connu sous le nom de Grand magasin Perla, est un bâtiment administratif de style Fonctionnaliste construit en 1928 et situé à l'angle de la rue Perlová, dans la Vieille Ville de Prague, en face du Palais Adria.

## Histoire du palais

### Le bâtiment d'origine
Au même endroit se trouvait une maison néo-classique avec une entreprise spécialisée dans la vente de produits textiles.

### Palais ARA

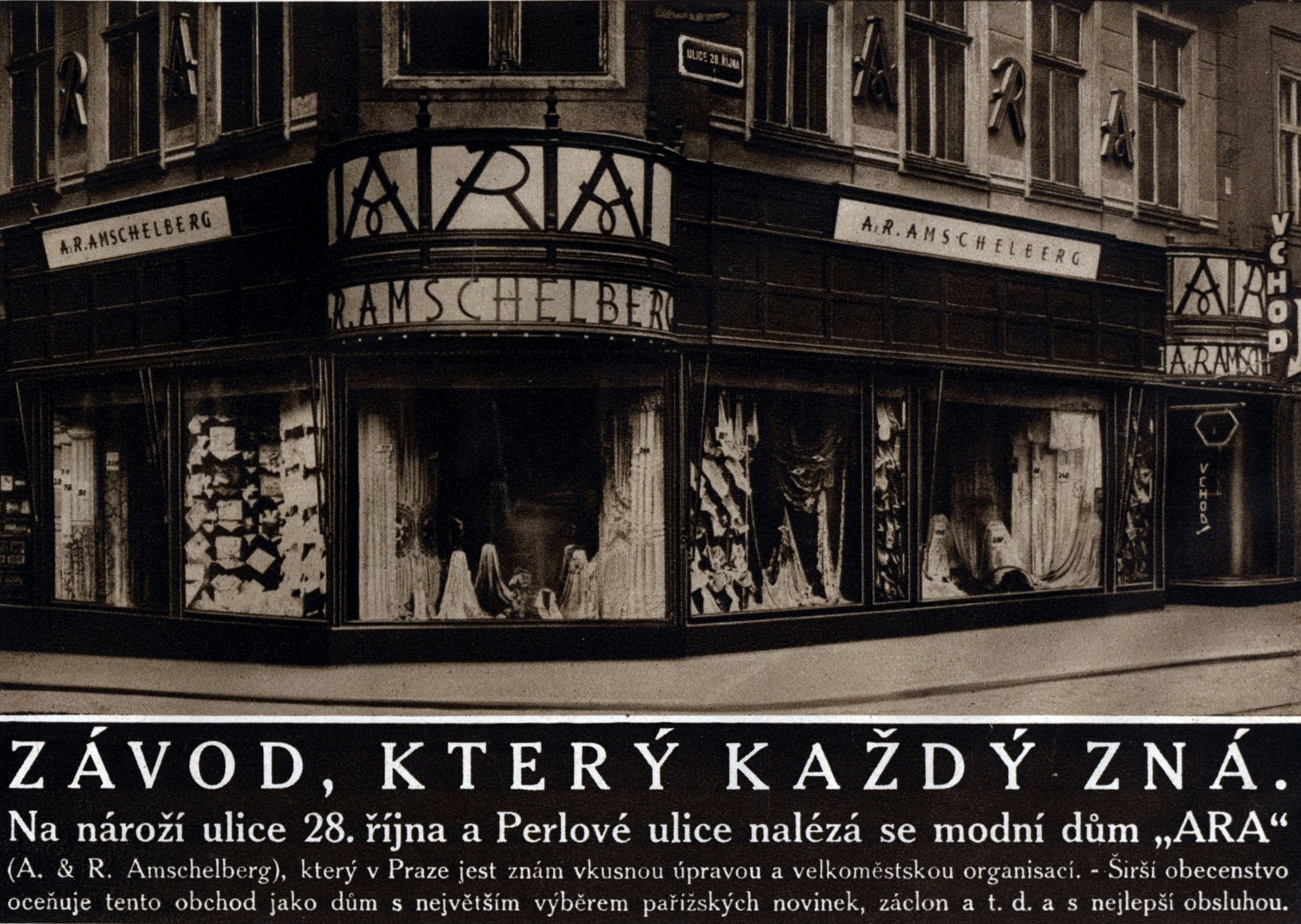
Article d'époque dans le journal sur la nouvelle maison de couture "ARA" avec une photo montrant l'aspect original du bâtiment.

Entre 1930 et 1932 A. et R. Amschelberg ont construit un nouveau grand magasin ARA au coin de la rue Perlova à Prague, conçu par Milan Babuska. Selon le souhait de l'investisseur, une vitrine cintrée a été construite sans colonne de soutien dans le coin. Le 5 février 1931, le bâtiment inachevé était englouti dans un incendie d’une durée de deux heures et demie. La construction a toutefois résisté et ne s'est pas effondrée. Après une telle expérience, les propriétaires d’ARA ont investi dans la réalisation de la marque d’extincteurs automatiques de première classe Springer.

### Magasin Perla
Après la Seconde Guerre mondiale, ARA a été renommé OD Perla. A cette époque, l'entrée latérale de la rue du 28 octobre a été annulée et modifiée pour devenir une vitrine. Seule l'entrée du personnel administratif est restée dans cette rue. L'impressionnante entrée d'angle a continué de servir les clients. L'assortiment d'origine a été élargi, à l'exception du textile et de l'habillement, de même que des départements de la chaussure, des articles ménagers, de l'électricité et du cinéma photo.
En 1992, le palais a été reconstruit, puis affecté à usage d'immeuble de bureaux de sept étages et était destiné à la location. Les locataires comprenaient par exemple ČSOB, le Wall Street Institute, le Jazz Republic, DLA Piper et d’autres. Le bâtiment appartient à Palác Ara, sro depuis 2014, dont l'unique actionnaire est l'Autrichien ECE Bau & Beteiligungs GmbH  du groupe immobilier autrichien ECE Group depuis 2014.

Du début 2018 jusqu'en 2019, le palais ARA a subi une reconstruction majeure d'environ 200 millions de couronnes. De la construction originale subsiste seulement la structure extérieure, le bâtiment est composé de nouveaux ascenseurs, technologie, climatisation ou fenêtres. Le centre de coworking HubHub, qui fait partie de la société de développement HB Reavis, occupe maintenant cinq étages du palais. La banque ČSOB y a toujours une succursale. 

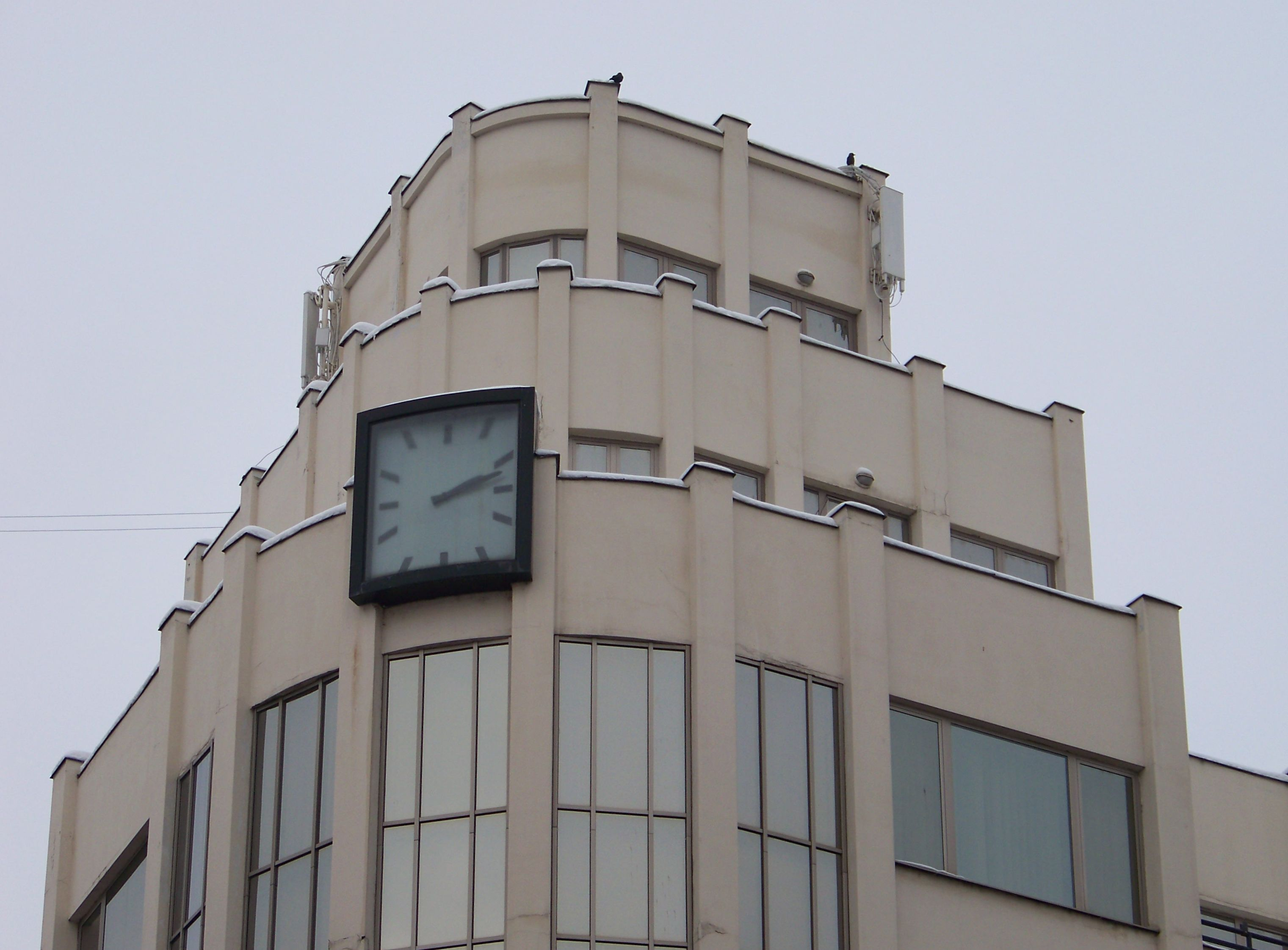
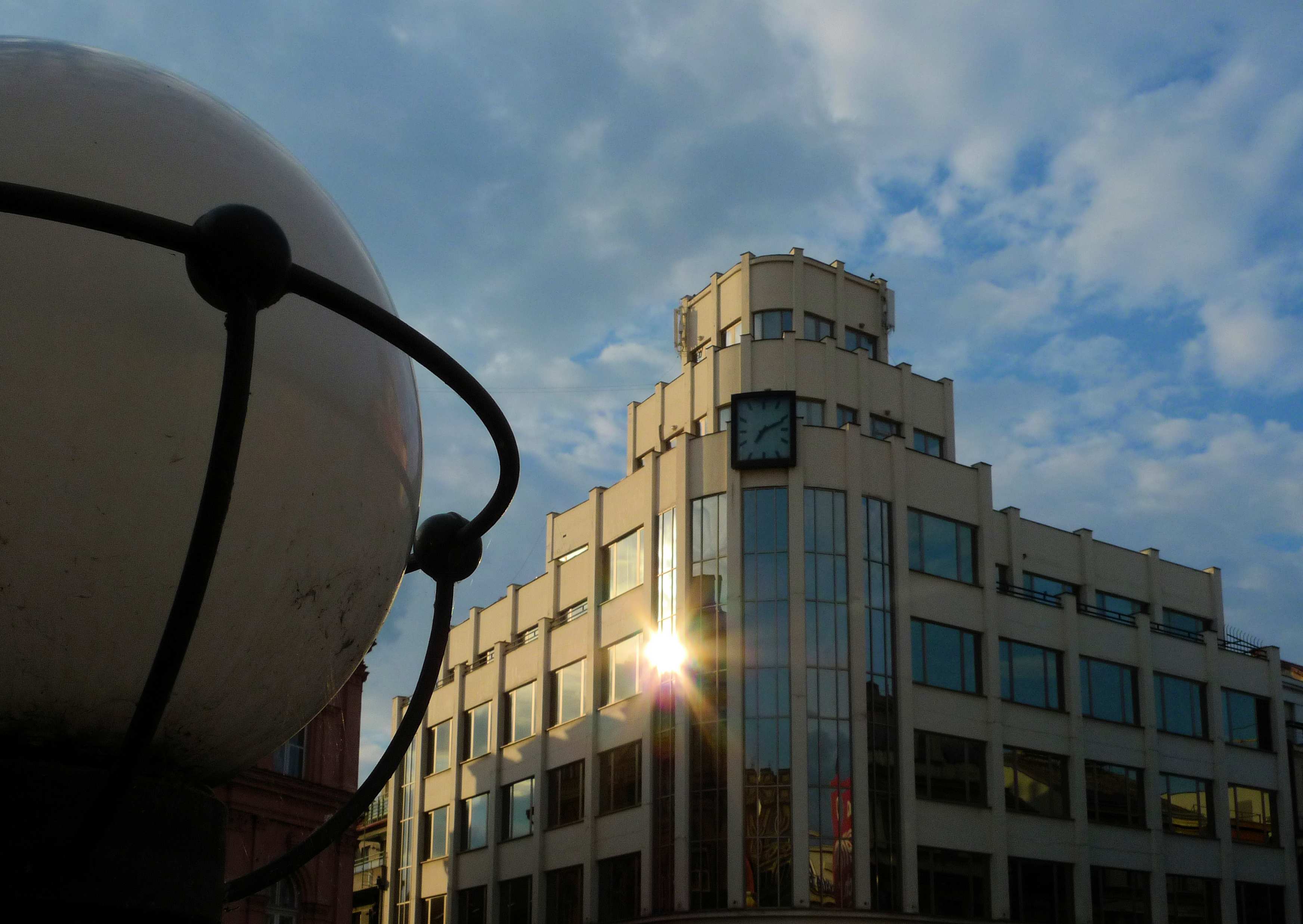